# Fujimi Fantasia Bunko
Fujimi Fantasia Bunko (富士見ファンタジア文庫 Fujimi Fantajia Bunko?) es una imprenta editorial de novelas ligeras afiliada a la editorial japonesa Fujimi Shobō, una empresa de la marca Kadokawa Corporation. Fue establecida en 1988 y está dirigido a un público masculino adulto joven. Muchas novelas ligeras publicadas bajo esta impresión se serializan en la revista Dragon Magazine de Fujimi Shobō.

## Títulos publicados

### !–9
| Título                 | Autor       | Ilustrador | Núm. de volúmenes |
| ---------------------- | ----------- | ---------- | ----------------- |
| 99-Banme no Kyūketsuki | Kenji Saitō | Zaza       | 1                 |

### A
| Título                               | Autor           | Ilustrador       | Núm. de volúmenes |
| ------------------------------------ | --------------- | ---------------- | ----------------- |
| Ai A Kanashimi no Esperman           | Yoshinobu Akita | Masahito Watari  | 1                 |
| Akuma de Fantasy!?                   | Okina Kamino    | Hiroshi Kajiyama | 1                 |
| Amagi Brilliant Park                 | Shoji Gatoh     | Yuka Nakajima    | 8                 |
| Amagi Brilliant Park: Maple Summoner | Keishō Yanagawa | Yuka Nakajima    | 3                 |
| Angel Howling                        | Yoshinobu Akita | Tú Shiina        | 10                |
| Ankoku Kishi wo Nugasanaide          | Shinichi Kimura | Alfa             | 3                 |
| Aoi Haru No Tadashii Nihongo         | Hazuki Takeoka  | Miho Takeoka     | 2                 |
| Armored Core: Fort Tower Song        | Wachi Masaki    | Ebine            | 1                 |
| Armored Mermaid                      | Meguru Kazami   | Masa             | 2                 |
| Asgard Bukō Senki                    | Naoki Kisugi    | Kurone Mishima   | 3                 |
| Assasin's Pride                      | Kei Amagi       | Ninomotonino     | 6                 |

### B
| Título                                                              | Autor              | Ilustrador       | Núm. de volúmenes |
| ------------------------------------------------------------------- | ------------------ | ---------------- | ----------------- |
| Battle Girl High School                                             | Yanagawa Keisho    | Haruken          | 1                 |
| BIG-4                                                               | Kenta Dairaku      | Rco Wada         | 5                 |
| Black Blood Brothers                                                | Kōhei Azano        | Yuuya Kusaka     | 17                |
| Blue Chronicle                                                      | Atsushi Shiraboshi | Ichiyan          | 2                 |
| Boku No Yūsha                                                       | Aoi Sekina         | Nino             | 8                 |
| Burgund Haneiyūtan                                                  | Ayumu Yachimata    | Café Neko        | 9                 |
| Bōkensha Yōsei Gakkō D-gumi no Chōsen                               | Seikū Hiiragi      | Izumi Sakurazawa | 1                 |
| Bu ni Mi wo Sasagete Hyaku A Yonen. Elfo de Yari Naosu Musha Shugyō | Kakkaku Akashi     | Panecillo150     | 8                 |

### C
| Título                        | Autor          | Ilustrador     | Núm. de volúmenes |
| ----------------------------- | -------------- | -------------- | ----------------- |
| Chaos Legion                  | Estopa Ubukata | Satoru Yuiga   | 7                 |
| Chōtei Shōjo Sapphire         | Tsukasa Seo    | Kira Yuuki     | 2                 |
| Chrome Shelled Regios         | Shūsuke Amagi  | Miyū           | 25                |
| Commentarii de Imperio Romnia | Kō Maisaka     | Levanta Sawaru | 7                 |
| Complete Novice               | Noritake Tao   | Kagome         | 5                 |

### D
| Título                                   | Autor              | Ilustrador        | Núm. de volúmenes |
| ---------------------------------------- | ------------------ | ----------------- | ----------------- |
| Dai Densetsu No Yūsha no Densetsu        | Takaya Kagami      | Saori Toyota      | 16                |
| Dakara Boku wa, H ga Dekinai             | Cacerola Tachibana | Yoshiaki Katsurai | 11                |
| Date A Live                              | Kōshi Tachibana    | Tsunako           | 22                |
| Date A Live Encore                       | Kōshi Tachibana    | Tsunako           | 9                 |
| Date A Live Fragments: Date A Bullet     | Yuichirō Higashide | NOCO              | 3                 |
| D Crackers                               | Kouhei Azano       | Hisato Murasaki   | 10                |
| Dekisokonai no Monster Trainer           | Takumi Minami      | Koin              | 7                 |
| Densetsu no Yūsha no Densetsu            | Takaya Kagami      | Saori Toyota      | 11                |
| Drag Limit Fantasia                      | Shuusuke Amagi     | Bantya Shibano    | 2                 |
| Dragon's Will                            | Ichirō Sakaki      | Yūichirō Tanuma   | 1                 |
| Dragon Yome wa Kamatte Hoshii            | Yōichi Hatsumi     | Syroh             | 2                 |
| Dress no Bukishōnin to Ikusabana no Kuni | Masaki Wachi       | Mineji Sakamoto   | 1                 |

### E
| Título                      | Autor          | Ilustrador            | Núm. de volúmenes |
| --------------------------- | -------------- | --------------------- | ----------------- |
| Eichi Gakuen no Under Heart | Kazuya Negishi | Hisasi                | 2                 |
| Eiyū Toshi No Bakadomo      | Asaura         | Ryū Dabu              | 3                 |
| Excellcia A Shōkan Kishi    | Amane Miyazawa | Almacenamiento actual | 3                 |

### F
| Título                      | Autor        | Ilustrador     | Núm. de volúmenes |
| --------------------------- | ------------ | -------------- | ----------------- |
| Folses Kōkoku Senki         | Ryusei Shidō | Riv            | 3                 |
| From AS                     | Yutaka Amano | Lunalia        | 2                 |
| Fukanzen Shinsei Kikan Ilis | Kei Sazane   | Akira Kasukabe | 5                 |
| Full Metal Panic!           | Shoji Gatoh  | Shiki Douji    | 23                |
| Full Metal Panic! Another   | Naoto Ōguro  | Yō Taichi      | 12                |

### G
| Título                                                                                       | Autor                   | Ilustrador     | Núm. de volúmenes |
| -------------------------------------------------------------------------------------------- | ----------------------- | -------------- | ----------------- |
| Gacha ni Yudaneru Isekai Haijin Seikatsu                                                     | Yōsuke Tokino           | Benio          | 2                 |
| Gamers!                                                                                      | Sekina Aoi              | Saboten        | 11                |
| GENEZ                                                                                        | Fukami Makoto           | Mebae          | 8                 |
| Gin no Cross to Draculia                                                                     | Yuu Toduki              | Minato Yasaka  | 5                 |
| Glorious Hearts                                                                              | Homura Awamichi         | Jū Ayakura     | 2                 |
| God World                                                                                    | Yoru Yoshimura          | Harui Hayakawa | 2                 |
| Gold Rush of the Dead                                                                        | Yōichi Nagana           | Shishizaru     | 1                 |
| Goshūshō-sama Ninomiya-kun                                                                   | Daisuke Suzuki          | Kyōrin Takanae | 17                |
| Granblue Fantasy: Members Fate                                                               | Toshihiko Tsukiji       |                | 1                 |
| Grancrest Adept                                                                              | Ryo Mizuno, Tane Kakino | Ayumu Kasuga   | 1                 |
| Grancrest Senki                                                                              | Ryo Mizuno              | Miyū           | 9                 |
| Grimoire wa Oshiete Kurenai                                                                  | Cacerola Tachibana      | MtU            | 2                 |
| Guilty Black & Red                                                                           | Garu Kobayashi          | Ako Arisaka    | 2                 |
| Gun-Ota ga Mahō Sekai ni Tensei Shitara, Gendai Heiki de Guntai Harem wo Tsukucchaimashita!? | Shisui Meikyō           | Suzuri         | 7                 |

### H
| Título                                                                    | Autor            | Ilustrador        | Núm. de volúmenes |
| ------------------------------------------------------------------------- | ---------------- | ----------------- | ----------------- |
| Hagure Makenshi to Kyōmei Shōjotai                                        | Naoki Kisugi     | Mmu               | 1                 |
| Hagure Seija no Last Shoot                                                | Tetsu Habara     | MtU               | 1                 |
| Hajimari no Mahōtsukai                                                    | Kanto Ishinomiya | Fal Maro          | 1                 |
| Hamidashi Familia Seisenki                                                | Sennendō Taguchi | Pulpa Piroshi     | 2                 |
| Henshū-san yo JK Sakka no Tadashii Tsukiaikata                            | Hajime Asano     | 6U☆               | 2                 |
| Hentai Senpai to Ore to Kanojo                                            | Yu Yamada        | Un Inugahora      | 3                 |
| High School DxD                                                           | Ichiei Ishibumi  | Miyama-Cero       | 25                |
| Hiken no Variant                                                          | Takeru Koyama    | Manyako           | 2                 |
| Hime Kishi Seifuku Sensou                                                 | Fukami Makoto    | Sora Nakano       | 1                 |
| Himekishi wa Orc ni Mitsukarimashita.                                     | Yon Kiriyama     | Ocho Shimotsuki   | 2                 |
| Hime Kitsune no Servant                                                   | Mikage Kasuga    | p19               | 4                 |
| Hi no Kuni, Kaze no Kuni Monogatari                                       | Tooru Shiwasu    | Rui Kousaki       | 13                |
| Hiota no Kanojo ga Ore no Motteru Eroge ni Kyoumi Shinshin Nanda ga...... | Kei Takizawa     | Mutsutake         | 5                 |
| Hitsugi no Chaika                                                         | Ichirō Sakaki    | Namaniku ATK      | 12                |
| Hōrō Yūsha wa Kinka to Odoru                                              | Yukiya Murasaki  | Choco Fuji        | 2                 |
| HP1 kara Hajimeru Isekai Musō                                             | Sakamoto 666     | MtU               | 1                 |
| Hōkago Traumerei                                                          | Karuta Ichijouji | Akira Hiyoshimaru | 3                 |
| Hyōketsu Kyōkai no Eden                                                   | Kei Sazane       | Akira Kasukabe    | 13                |
| Hyakumankai Shindemo Shōjo Shitai Kaishū-ya no Kurō wo Shiranai           | Saku Wariishi    | Yūpon             | 2                 |

### I
| Título                                 | Autor                          | Ilustrador          | Núm. de volúmenes |
| -------------------------------------- | ------------------------------ | ------------------- | ----------------- |
| Ichi kara Hajimeru Saikyō Yūsha Ikusei | Ryo Kotohira                   | Reia                | 3                 |
| Idol Defense Force Hummingbird         | Hitoshi Yoshioka               | Masahide Yanagisawa | 2                 |
| Ignition Blood                         | Aitsu                          | Yuran               | 2                 |
| Imouto Complex!                        | Hiroki Inaba                   | Ebisu Daikanyama    | 3                 |
| Irresponsable capitán Tylor            | Hitoshi Yoshioka               |                     | 5                 |
| Isekai Musō no Senjutsu Ryū Kishi      | Yū Yamada                      | Ningen              | 3                 |
| Isekai no Seikishi Monogatari          | Masaki Kajishima, Atsushi Wada | Katsumi Enami       | 1                 |
| Isekai Shuzaiki                        | Sennendō Taguchi               | Tōzai               | 1                 |
| Itsuka Tenma no Kuro Usagi             | Takaya Kagami                  | Yuu Kamiya          | 13                |
| Izayoi Sanctuary                       | ShōAlquitránō Mizuki           | Niritsu             | 1                 |
| Izure Shinwa no Ragnarok               | Namekojirushi                  | Youta               | 4                 |

### J
| Título                                                 | Autor          | Ilustrador | Núm. de volúmenes |
| ------------------------------------------------------ | -------------- | ---------- | ----------------- |
| Jisaku Game Sekai de Ore ga, Shinsenryaku de Musō Suru | Yoshimura Yoru | Tetsubuta  | 2                 |
| Jūni Seiza no Majo                                     | Yuu Shumon     | Mai Nanaka | 2                 |

### K
| Título                                                           | Autor            | Ilustrador            | Núm. de volúmenes |
| ---------------------------------------------------------------- | ---------------- | --------------------- | ----------------- |
| Kagiake Kirie to Sigilmus                                        | Asaka Ikeda      | Sō Sanba              | 3                 |
| Kakute Horobita Gensō Rakuen                                     | Fuminori Teshima | GAN                   | 2                 |
| Kamikū no Ex Machina                                             | Kusanagi Aki     | Ch@r                  | 2                 |
| Kami-sama no Inai Nichiyōbi                                      | Kimihito Irie    | Shino                 | 9                 |
| Kamitsuke! Anno-chan.                                            | Garu Kobayashi   | Akabane               | 1                 |
| Kantai Colección: Bonds of the Wings of Cranes                   | Hiroki Uchida    | Matarō                | 6                 |
| Kanzetsu no Hime-ō a Shōkan Kishi                                | Amane Miyazawa   | Almacenamiento actual | 3                 |
| Kaze no Stigma                                                   | Takahiro Yamato  | Hanamaru Nanto        | 10                |
| Kaze no Tairiku                                                  | Sei Takekawa     | Mutsumi Inomata       |                   |
| Kentei no Jonan Sōseiki                                          |                  | Ayuya                 | 3                 |
| Keysar;Blades                                                    | Yū Toduki        | Mahaya                | 3                 |
| Kikan Gentei Imōto.                                              | Makiko Nagaoka   | Anmi                  | 2                 |
| Kimama de Kawaii Porōjaku Kanojo no Kamai-kata                   | Kanji Takehara   | MACCO                 | 1                 |
| Kimi to Boku no Saigo no Senjō, Arui wa Sekai ga Hajimaru Seisen | Kei Sazane       | Ao Nekonabe           | 7                 |
| Kitaku Sensou                                                    | Arare Onibi      | Chiri                 | 2                 |
| Koko wa Isekai Konbini Demon Eleven                              | Kenta Dairaku    | Takashi Konno         | 3                 |
| Konjiki no Word Master                                           | Sui Tomoto       | Shungo Sumaki         | 10                |
| Konjiki no Word Master Gaiden: Unique Cheat no Isekai Tanbōki    | Sui Tomoto       | Shungo Sumaki         | 2                 |
| Kore wa Zombie Desu ka?                                          | Shinichi Kimura  | Kobuichi, Muririn     | 19                |
| Kyōshirō to Towa no Sora                                         | Sumio Uetake     | Kaishaku              | 1                 |
| Kugadachi no Tsurugi: Katana to Saya no Monogatari               | Kou Maisaka      | Unaji                 | 1                 |
| Kūsen Madōshi Kōhosei no Kyōkan                                  | Yū Moroboshi     | Mikihiro Amami        | 14                |

### L
| Título                         | Autor          | Ilustrador      | Núm. de volúmenes |
| ------------------------------ | -------------- | --------------- | ----------------- |
| Lost Universe                  | Hajime Kanzaka | Shoko Yoshinaka | 5                 |
| Loui: El Guerrero de las Runas | Ryo Mizuno     |                 | 21                |

### M
| Título                                                           | Autor                       | Ilustrador      | Núm. de volúmenes |
| ---------------------------------------------------------------- | --------------------------- | --------------- | ----------------- |
| Maburaho                                                         | Toshihiko Tsukiji           | Eeji Komatsu    | 30                |
| Machigai Eiyū no Isekai Shōkan                                   | Junichi Kawabata            | Takuya Fujima   | 2                 |
| Magical Death Game                                               | Shoji Urema                 | CUTEG           | 2                 |
| Mahō no Ko                                                       | Kimihito Irie               | NOCO            | 1                 |
| Mahō Tsukai Tai!                                                 | Junichi Sato, Chiaki Konaka |                 | 4                 |
| Majutsu Gakuen Ryōiki No Berserker                               | Miōjin Katō                 | Lia Luna        | 2                 |
| Majutsushi Orphen Haguretabi                                     | Yoshinobu Akita             | Yuuya Kusaka    | 20                |
| Majutsushi Orphen Mubouhen                                       | Yoshinobu Akita             | Yuuya Kusaka    | 13                |
| Maō Tōbatsu shita Ato, Medachitakunai node Guild Master ni Natta | Tōwa Akatsuki               | Hirofumi Naruse | 1                 |
| Material Ghost                                                   | Sekina Aoii                 | Tintineo        | 5                 |
| Mawase! Valkyrie no Hilde-san                                    | Hiromitsu Hinohara          | Yamcha          | 3                 |
| Mokushiroku Alice                                                | Takaya Kagami               | Yuuki Katou     | 3                 |

### N
| Título                           | Autor             | Ilustrador     | Núm. de volúmenes |
| -------------------------------- | ----------------- | -------------- | ----------------- |
| Nekura Yūsha wa Nakama ga Hoshii | Masato Hanekawa   | Rozer          | 2                 |
| NEET Kyūketsuki, Etō-san         | Daisuke Suzuki    | Yousai Kuuchuu | 2                 |
| Ninja Mono                       | Daisuke Kawaguchi | Eiji Suganuma  | 1                 |

### O
| Título                                                       | Autor              | Ilustrador     | Núm. de volúmenes                                                                     |
| ------------------------------------------------------------ | ------------------ | -------------- | ------------------------------------------------------------------------------------- |
| Ochikobore Ningún Ryūgoroshi                                 | Cacerola Tachibana | Masahiro Kure  | 4                                                                                     |
| Oda Nobuna no Yabō                                           | Mikage Kasuga      | Miyama-Cero    | 18 (los primeros 11 volúmenes se publicaron bajo SoftBank Creativos GA Bunko imprint) |
| Oh Dorobō!                                                   | Katsumi Misaki     | Reia           | 2                                                                                     |
| Omamori Himari                                               | Kougetsu Mikazuki  | Milán Matra    | 4                                                                                     |
| Omae wo Otaku ni Shiteyaru kara, Mena wo Riajū ni Shitekure! | Rin Murakami       | Anapon         | 14                                                                                    |
| Only Sense Online                                            | Aloha Zachō        | Yukisan        | 12                                                                                    |
| Onnanoko ni Yume wo Mite wa Ikemasen!                        | Seiji Ebisu        | Kōguchi Moto   | 2                                                                                     |
| Onna Yūsha ga Mena ninguna Clase de Bocchi ni Natteru        | Keisuke Madokura   | Masaki Inuzumi | 1                                                                                     |
| Ore ga Suki nano wa Imōto dakedo Imōto ja nai                | Seiji Ebisu        | Gintarō        | 4                                                                                     |
| Ore no Imōto wo Sekai Ichi no Breaker ni suru Hōhō           | Takanori Shindō    | Ichikura       | 1                                                                                     |
| Ore no Lovecome Heroine wa, Pantsu ga Hakenai.               | Uta Sakura         | Futaba Miwa    | 3                                                                                     |
| Ore no Seishun wo Ikenie ni, Kanojo no Maegami wo Open       | Eco Nagiki         | Sushi*         | 2                                                                                     |
| Ore to Kanojo ga Geboku de Dorei de Shūjū Keiyaku            | Namekojirushi      | Youta          | 5                                                                                     |
| Ore to Kanojo no Moeyo Pen                                   | Rin Murakami       | Tsukako Akina  | 6                                                                                     |
| Otaku Círculo no Hime to Koi ga Dekiru Despierta ga Nai.     | Uta Sakura         | Sayu Ayuma     | 4                                                                                     |

### P
| Título                 | Autor                                   | Ilustrador       | Núm. de volúmenes |
| ---------------------- | --------------------------------------- | ---------------- | ----------------- |
| Panzerjagd no Fantasia | Hiroki Uchida                           | Kiseki Himura    | 3                 |
| Patlabor               | Kazunori Élǒ (1), Michiko Yokote (2@–5) |                  | 5                 |
| Project Qualidea       | Kōshi Tachibana                         | Kiyotaka Haimura | 2                 |

### Q
| Título            | Autor              | Ilustrador | Núm. de volúmenes |
| ----------------- | ------------------ | ---------- | ----------------- |
| Quinteto Phantasm | Yūichirō Higashide | Wadarco    | 2                 |

### R
| Título                                         | Autor              | Ilustrador        | Núm. de volúmenes   |
| ---------------------------------------------- | ------------------ | ----------------- | ------------------- |
| RanKoi: Konyakusha wa 16-nin!?                 | Kou Maisaka        | Shoutarou Tokunou | 5                   |
| Ranobe no Pro!                                 | Kota Nozomi        | Shirabi           | 2                   |
| Re: Baka wa Sekai o Sukueru ka?                | Tōgi Yanagimi      | Tatsuya Ikegami   | 5                   |
| Re;Set>Gakuen Simulation                       | Shinjirō Dobashi   | Miho Takeoka      | 1                   |
| Rising x Rydeen                                | Youichi Hatsumi    | Pulpa Piroshi     | 9                   |
| Rock Paper Scissors                            | Shinichi Kimura    | QP:flapper        | 2                   |
| Roku de Nashi Majutsu Kōshi to Akashic Records | Alquitránō Hitsuji | Kurone Mishima    | 8 + 1 lado historia |
| Rongai Engineer no Force-out                   | Naoki Kisugi       | Hokuto Saeki      | 1                   |
| RPG World: Roleplay World                      | Yoshimura Yoru     | Tenmasu           | 15                  |
| Ryū to Majō no Sumu Yashiki                    | Keisuke Madokura   | Taishō Tanaka     | 1                   |

### S
| Título                                             | Autor             | Ilustrador          | Núm. de volúmenes |
| -------------------------------------------------- | ----------------- | ------------------- | ----------------- |
| Saenai Heroine no Sodatekata                       | Maruto Fumiaki    | Kurehito Misaki     | 12                |
| Saenai Heroine no Sodatekata: Girls Side           | Maruto Fumiaki    | Kurehito Misaki     | 3                 |
| Saikin, Imōto no Yōsu ga Chotto Okaishiinda ga.    | Kougetsu Mikazuki | Mari Matsuzawa      | 1                 |
| Saisei no Paradigm Shift                           | Kou Takeba        | ntny                | 5                 |
| Saiyaku Sensen no Overlord                         | Akira Higurashi   | Shirabi             | 3                 |
| Samayō Shinki no Duelist                           | Ken Suebashi      | H2ASÍ QUE4          | 2                 |
| Scrapped Princess                                  | Ichirō Sakaki     | Nakayohi Mogudan    | 13                |
| Secret Honey                                       | Fukami Makoto     | Shugasuku           | 2                 |
| Seitokai no Ichizon                                | Aoi Sekina        | Kira Inugami        | 18                |
| Sekiyu-chan (Yome)                                 | Yū Hidaka         | Ogipote             | 1                 |
| Senkan Gakuen No Gramritter                        | Fuminori Teshima  | Akira Kasukabe      | 3                 |
| Setsuna Trip                                       | Satsuki Yamai     | No                  | 2                 |
| Seven Cast no Hikikomori Majutsu Ō'                | Katsumi Misaki    | Mmu                 | 1                 |
| Shakunetsu no Ryūkihei                             | Yoshiki Tanaka    | Hiroyuki Kitazume   | 5                 |
| Shinsei no Gakuen Senku                            | Naoki Kisugi      | Kurone Mishima      | 2                 |
| Shinsō Toshi no Odin                               | Takeru Koyama     | Artumph             | 3                 |
| Shiryōjutsu Kyōshi to Yggdrasil                    | Tobiyuki Oritsugi | Yappen              | 1                 |
| Shisen Sekai no Tsuihōsha                          | Ayumu Mizuno      | Akira Kasukabe      | 2                 |
| Shūmatsu no Reacta                                 | Junichi Kawabata  | Masato Mutsumi      | 2                 |
| S.I.R.E.N.: Jisedai Shinseibutsu Tōgō Kenkyū Tokku | Kei Sazane        | Ritsu Aozaki        | 5                 |
| Sky World                                          | Tsukasa Seo       | Kurihito Mutou      | 11                |
| Slayers                                            | Hajime Kanzaka    | Rui Araizumi        | 30                |
| Snow Mist                                          | Tsukasa Seo       | Rurō                | 4                 |
| Sprite Spiegel                                     | Estopa Ubukata    | Kiyotaka Haimura    | 4                 |
| Sōkai no Atmosphere                                | Mitsuru Kakei     | refeia              | 3                 |
| Sōkyū no Karma                                     | Koushi Tachibana  | Haruyuki Morisawa   | 8                 |
| Sōshin to Sōshin no Magius                         | Makoto Sanda      | Makoto Soga         | 2                 |
| Soreyuke! Uchū Senkan Yamamoto Yōko                | Takashi Shouji    | Takashi Akaishizawa | 12                |
| Strait Jacket                                      | Ichirō Sakaki     | Yō Fujishiro        | 11                |

### T
| Título                                                                          | Autor            | Ilustrador      | Núm. de volúmenes     |
| ------------------------------------------------------------------------------- | ---------------- | --------------- | --------------------- |
| Taberu dake de Level Up: Damegami to Issho ni Isekai Musō                       | kt60             | Chiri           | 1                     |
| Tai-Madō Gakuen 35 Shiken Shōtai                                                | Tōki Yanagimi    | Kippu           | 13                    |
| Tasogareiro no Uta Tsukai                                                       | Kei Sazane       | Miho Takeoka    | 10                    |
| Tenpure Tenkai No Sei de, Mena ningún Rabukome ga Kichiku Nan'ido               | Yū Hidaka        | Hazara Hisaka   | 1                     |
| Tenshō Tora no Gunshi                                                           | Tomohiro Kazusa  | Mitsuishi Shōna | 5                     |
| Ten to Chi to Hime to                                                           | Mikage Kasuga    | Ryōsuke Fukai   | 4                     |
| Tobenai Chō to Kara no Shachi                                                   | Fuminori Teshima | Ukai Saki       | 5                     |
| Tokyo Haiku no Triskelion                                                       | Kō Maisaka       | Kikurage        | 3                     |
| Tokyo Ravens                                                                    | Kōhei Azano      | Sumihei         | 14 + 3 lado historias |
| Tsuujou Kougeki ga Zentai Kougeki de Ni-kai Kougeki no Okaasan wa Suki Desu ka? | Dachima Inaka    | Pochi Iida      | 11                    |

### U
| Título                                  | Autor              | Ilustrador    | Núm. de volúmenes |
| --------------------------------------- | ------------------ | ------------- | ----------------- |
| Uchi no Kanojo ga Chūni de Komattemasu. | Hiromitsu Hinohara | Youichi Ariko | 2                 |

### V
| Título        | Autor           | Ilustrador | Núm. de volúmenes |
| ------------- | --------------- | ---------- | ----------------- |
| Vs Fairy Tail | Ayumu Yachimata | Reia       | 1                 |

### W
| Título                                                  | Autor            | Ilustrador     | Núm. de volúmenes |
| ------------------------------------------------------- | ---------------- | -------------- | ----------------- |
| Watashitachi to Issho nara Sekai Saikyō Ikechaimasu yo? | Harushi Fukuyama | Oryō           | 1                 |
| World Is Continue                                       | Tsukasa Seo      | Harui Hayakawa | 2                 |

### Y
| Título                                                               | Autor                   | Ilustrador     | Núm. de volúmenes |
| -------------------------------------------------------------------- | ----------------------- | -------------- | ----------------- |
| Yūsha ni Narenakatta Ore wa Shibushibu Shūshoku o Ketsui Shimashita. | Jun Sakyou              | Masaki Inuzumi | 9                 |
| Yūsha no Party de, Boku dake Nigun!?                                 | HyōFusible de bronceado | Sakuraneko     | 2                 |
| Yūsha Rin no Densetsu                                                | Ryo Kotohira            | karory         | 4                 |